# Bonawentura Andrzejewski
Bonawentura Andrzejewski (ur. 1833, zm.  w czerwcu 1874) – polski lekarz praktykujący w powiecie szawelskim guberni kowieńskiej (później w ujezdu słobodskiego guberni wiackiej), uczestnik powstania styczniowego, zesłaniec.

## Życiorys
Dyplom lekarza otrzymał w 1861 w Uniwersytecie Moskiewskim. W roku 1863 agitował wśród chłopów powiatu szawelskiego, w maju tego roku kontaktował się kilkakrotnie z oddziałem Jana Staniewicza (pseud. Pisarski), który obóz swój miał w lasach nieopodal miejscowości Popielany w powiecie szawelskim; udzielał tam też pomocy medycznej rannym powstańcom.
Został schwytany przez rosyjski oddział zwiadowczy, osadzony w więzieniu w Szawlach i oskarżony o udział z bronią w ręku w potyczce nieopodal miejscowości Tyszki, a także o niepowiadomienie władz rosyjskich o miejscu pobytu poszukiwanego przez nie J. Staniewicza. Sąd wojenny w listopadzie 1863 pozbawił Andrzejewskiego praw i zesłał na Sybir – do Tobolska.
Osiem lat później udzielono mu zgody na swobodne – oprócz stolic oraz zachodnich guberni – przebywanie w granicach Imperium Rosyjskiego, ale bez prawa wstępowania w służbę państwową. Osiedlił się w Słobodzińsku w guberni wiackiej (dziś miasto Słobodskoj obwodu kirowskiego) w roku 1871, gdzie następnie, odzyskawszy swój dyplom i prawo wykonywania praktyki lekarskiej uwolniony został spod policyjnego dozoru i uzyskał stanowisko lekarza powiatowego.
Bonawentura Andrzejewski nie założył własnej rodziny; w sierpniu 1873 zwrócił się do władz z prośbą o wyrażenie zgody na odwiedzenie powiatu szawelskiego w sprawach rodzinnych. Zgoda nadeszła po niecałym roku, 31 lipca 1874, ale Andrzejewski jej nie doczekał: zmarł w czerwcu.

## Źródło
- Ludwik Zembrzuski: Polski Słownik Biograficzny. T. 1: Abakanowicz Abdank Bruno – Beynart Wojciech. Kraków: Polska Akademia Umiejętności, 1935, s. 109-110.